# 逆鱗弾
『逆鱗弾』（げきりんだん）は、1995年にタイトーから発売された日本のアーケードゲーム。ジャンルは縦スクロールシューティングゲームである。本作は、1994年に倒産した東亜プランのスタッフの一部がタイトーの東京開発課に移籍し、開発された作品である。ロケテスト版のタイトルは「ソルブレイカー」であった。
キャラクターを重視したストーリー設定がされている。3種類の自機には1プレイヤーと2プレイヤーでそれぞれ違ったパイロットが搭乗し、各人ごとに戦う目的が違う。正体不明の謎の巨大ボスが新型時間跳躍エンジンを研究所から奪って逃げたことが事の発端となる。
グラフィッカー兼キャラクターデザイナーは東亜プラン時代に『達人王』などを手掛けた香川友信である（なお、香川は後に『クレオパトラフォーチュン』を手がけたことでも知られる）。音楽は『パズルボブル』のKaru.（海野和子）が担当。

## ゲーム内容
8方向レバーで自機を操作し、ショットボタンとボムボタンで攻撃を行う。タイムトラベルによって歴史を変えさせ、人類を絶滅させようとするギアンディガスを倒すことが目的。全5ステージ＆1周エンド。

### 自機
プレイヤーはゲームスタート、またはコンティニュー時に3種類の自機を選択する。ショットやレーザーの威力などが異なる。
- TYPE-A：近未来戦闘機
  - 通常ショットはワイド型、ショットチェンジを取ると更に範囲の広いサンダーレーザーを発射する。後者は固い敵に当たると破壊するまでサーチする仕組みになっている。
- TYPE-B：4つのオプションが付いた攻撃ヘリ
  - 通常ショットはストレート型、ショットチェンジを取るとオプションが自機をトレースするように動く。
- TYPE-C：複葉機
  - 通常ショットはTYPE-Aと同じだが、こちらの方が範囲が若干広い。ショットチェンジを取るとストレート型に変わり、炎が弧を描くような形で発射される。

### アイテム
- パワーアップ
- ホーミング
- ナパーム
- ミサイル
- ショットチェンジ - 取るたびに攻撃する形式がレーザーや、ショットに変更される。
- 1UP - プレイヤーの残数が1機増える。入手できる確率が低い。得点による残数の増加はない。
- ボム - 使えるボムが1個増える。最大5個までストック可能。

## 移植作品
| No. | タイトル                                 | 発売日                                              | 対応機種                           | 開発元                                                | 発売元                                         | メディア | 備考                                                                        |
| --- | ---------------------------------------- | --------------------------------------------------- | ---------------------------------- | ----------------------------------------------------- | ---------------------------------------------- | -------- | --------------------------------------------------------------------------- |
| 1   | 逆鱗弾                                   | 1997年4月18日                                       | セガサターン                       | 日本メディアプログラミング                            | ヴァージンインタラクティブエンターテインメント | CD-ROM   |                                                                             |
| 2   | タイトーメモリーズ 下巻                  | 2005年8月25日                                       | PlayStation 2                      | タイトー                                              | タイトー                                       | DVD-ROM  | アーケード版の移植                                                          |
| 3   | Taito Legends 2                          | 2006年3月31日 2007年5月16日 2007年7月10日 (Windows) | PlayStation 2 Xbox(EUのみ) Windows | Empire Interactive(Xbox,PC) Mine Loader Software(PS2) | Empire Interactive(PAL) Destineer(NA)          | DVD-ROM  | アーケード版の移植                                                          |
| 4   | タイトーメモリーズ 下巻 TAITO BEST       | 2006年9月7日                                        | PlayStation 2                      | タイトー                                              | タイトー                                       | DVD-ROM  | 廉価版                                                                      |
| 5   | タイトーメモリーズ 下巻 エターナルヒッツ | 2007年6月28日                                       | PlayStation 2                      | タイトー                                              | タイトー                                       | DVD-ROM  | 廉価版                                                                      |
| 6   | 逆鱗弾                                   | 2022年12月22日                                      | イーグレットツー ミニ              | 瑞起 （本体の開発元）                                 | タイトー                                       | SDカード | アーケード版の移植。 別売の追加SDカード「アーケードメモリーズVol1」に収録。 |

セガサターン版
1997年4月18日　移植度は芳しくない。デモがムービーであったり、若干の違いも見受けられる。
PlayStation 2版
2005年8月25日発売の『タイトーメモリーズ 下巻』に収録。